# Pantolambda
Pantolambda – wymarły rodzaj ssaka żyjącego w środkowym paleocenie.
Pomimo że z wyglądu przypominała kota, pożywiała się roślinnością, a jej stopy przypominały kopytka. Dorastała wielkości owcy. Na każdej stopie było 5 palców. Ich zęby posiadały krawędzie o półksiężycowatych guzkach.
Amerykańskie pantodonty, jak Pantolambda, były ciężkie i na pewno nie mogły zamieszkiwać koron drzew.

## Gatunki
Pantolambda bathmodon
San Juan Basin, San Juan County, Nowy Meksyk
San Juan County, Sandoval County, Nowy Meksyk
Pantolambda cavirictum
San Juan Basin, San Juan County, Nowy Meksyk
Fort Union Formation, Fremont County, Wyoming
Pantolambda intermedium
Gidley Quarry, Montana